# Сегежа (река, впадает в Выгозеро)
Сегежа — река в России, протекает по территории Сегежского района Карелии.

## Общие сведения
Длина реки — 59 км, площадь водосборного бассейна — 9140 км². Вытекает из озера Сегозеро, впадает в Выгозеро у города Сегежи. Судоходна в нижнем течении.

## Бассейн
Сегежа протекает через озёра Норусламби и Линдозеро.

### Притоки
(расстояние от устья)
- 25 км: Гагой (пр)
- 25 км: Западный (лв)
- 31 км: Вайвонец (лв)
- 41 км: Чураручей (пр)
- 48 км: Кягма (пр)
- 51 км: Вожема (пр)

## Гидрология
По данным наблюдений с 1955 по 1988 годы среднегодовой расход воды в районе посёлка Попов Порог (56 км от устья) составляет 73,67 м³/с, минимальный приходится на февраль, максимальный — на сентябрь.
| Средний расход воды (м³/с) реки Сегежа по месяцам с 1955 по 1988 гг. (замеры производились на гидрологическом посту в районе посёлка Попов Порог, в 56 км от устья) |

## Данные водного реестра
По данным государственного водного реестра России и геоинформационной системы водохозяйственного районирования территории РФ, подготовленной Федеральным агентством водных ресурсов:
- Бассейновый округ — Баренцево-Беломорский
- Речной бассейн — бассейны рек Кольского полуострова и Карелии, впадающих в Белое море
- Водохозяйственный участок — бассейн озера Выгозеро до Выгозерского гидроузла, без реки Сегежи до Сегозерского гидроузла

## Галерея

Сегежа вблизи истока
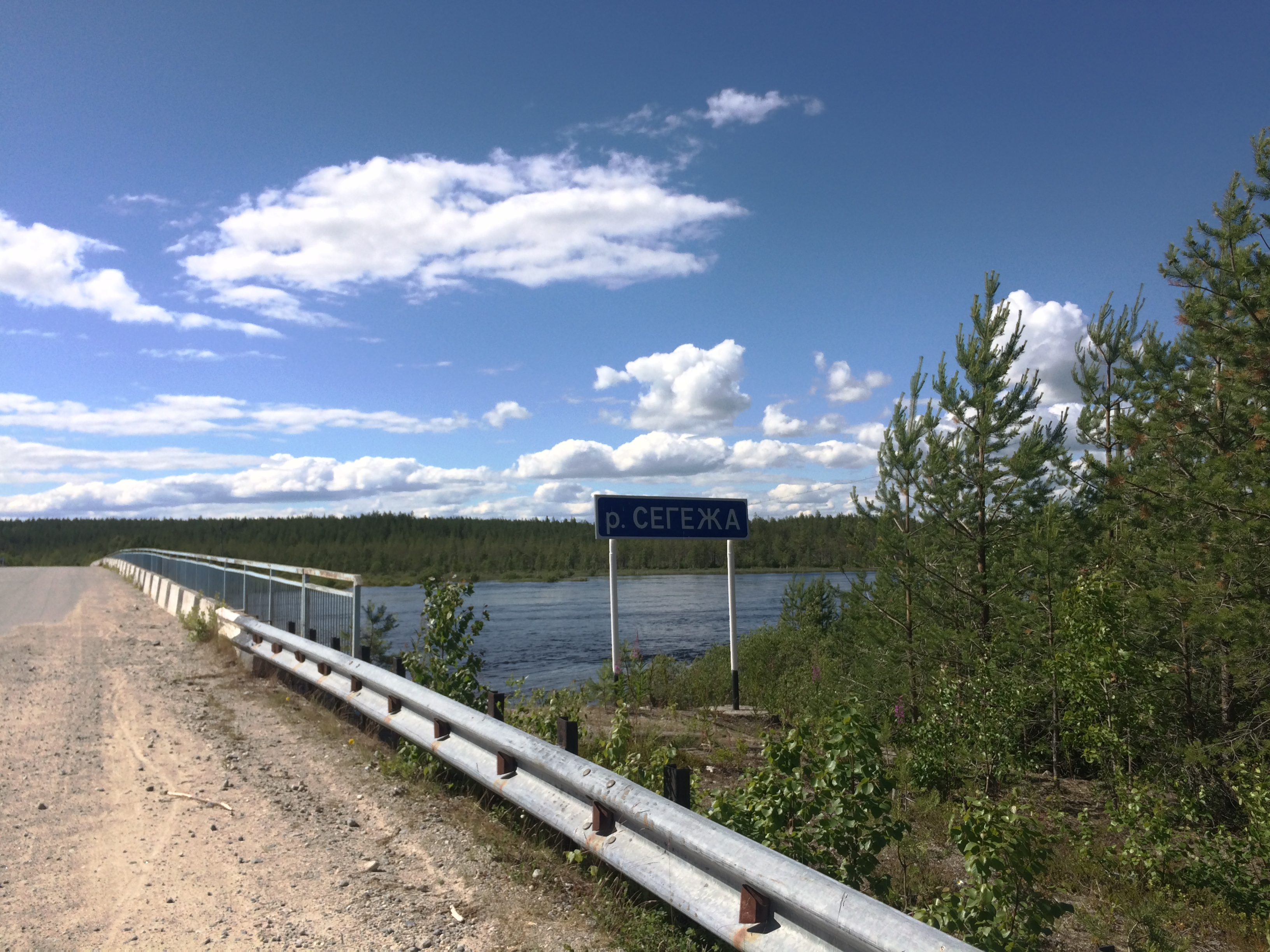
Мост у посёлка Попов Порог и табличка
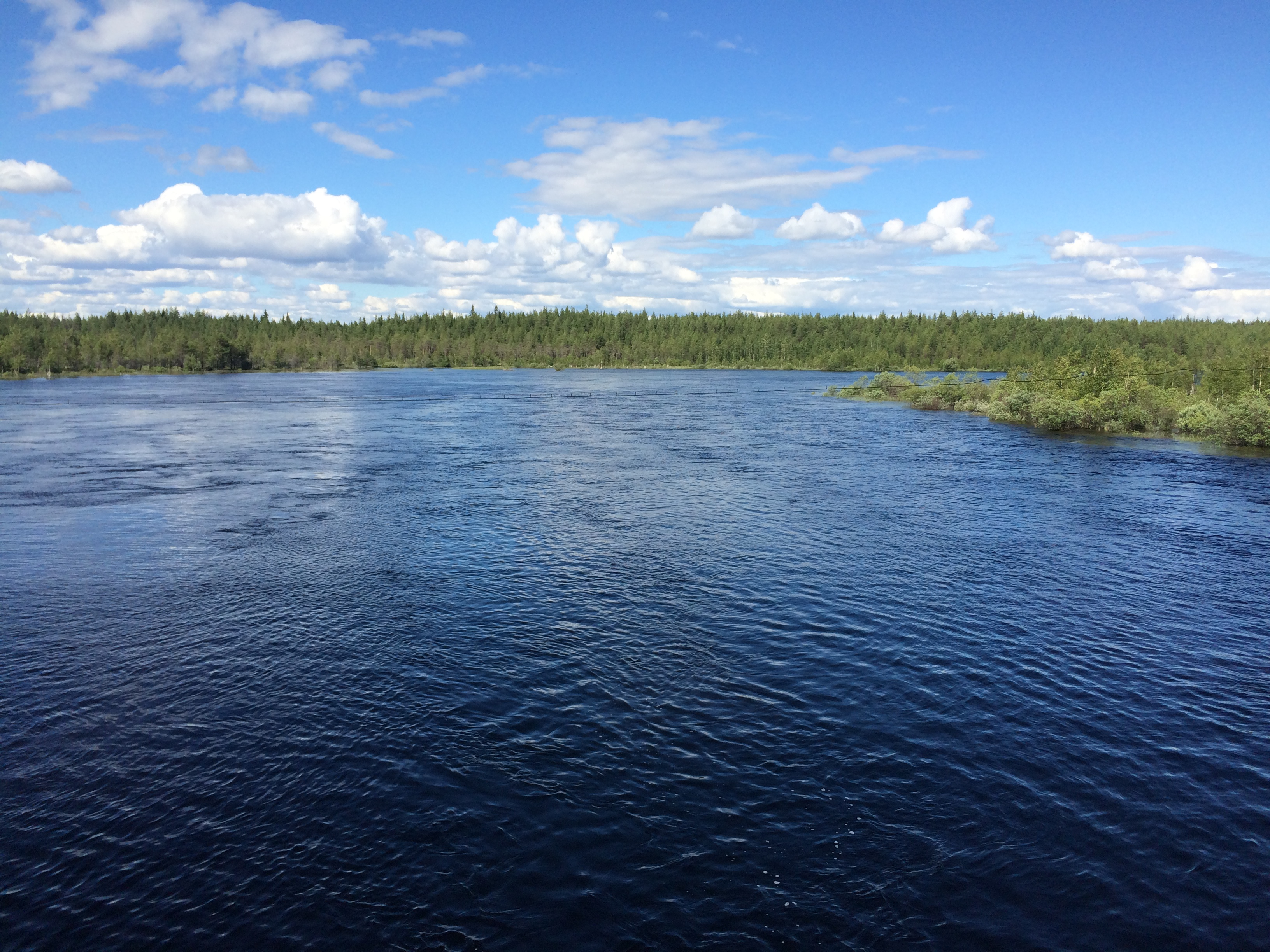
Вид по течению
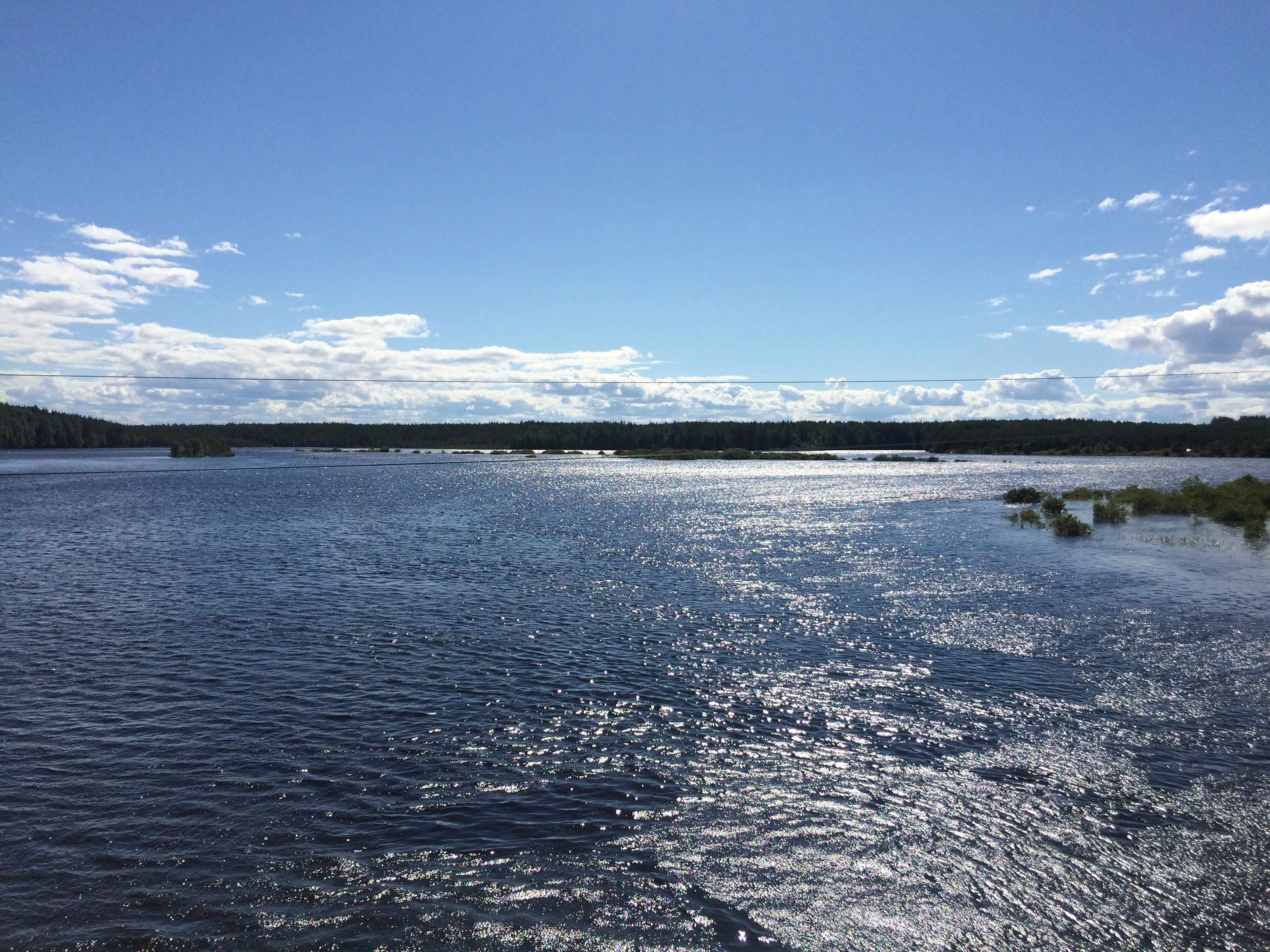
Вид против течения